# Буйвалове
Буйва́лове — село в Україні, у Кролевецькій міській громаді Конотопського району Сумської області. Населення становить 464 осіб. До 2020 орган місцевого самоврядування — Буйвалівська сільська рада.
Село розташоване за 4 км від центру громади м. Кролевець. Відоме з XVIII ст. Поштове відділення — 41353

## Географія
Село Буйвалове знаходиться за 4 км від міста Кролевець, та за 2 км на південь від траси Київ — Москва (М02 E101), примикає до сіл Неровнине і Миколаєнкове, на відстані 1 км розташовані село Свидня і селище Мирне.
Територія села знаходиться на межі лісової та лісостепової зон. Навколо села невеликі лісові масиви, а також ставок Карпенковий. Поля, хвойні і листяні ліси, ставки, розлогі балки з різнотрав'ям створюють чудові краєвиди. Абсолютна висота 200 м.

## Символіка
Символіка села відображає місцевих мешканців сильних мов буйволи, хоч борони тягай. На гербі зображений буйвіл (герб є промовистим) та борони, що символізує сільськогосподарську направленість села. Срібні борони на червоному тлі зображені в стилі Кролевецького ткатцтва, яким володіють місцеві майстрині. 5 борон (сукупно на гербі та прапорі) це 5 сіл Буйволіської сільської ради.

## Історія
Село Буйвалово спочатку складалось з окремих хуторів, з назвами: Буйвалове, Неровнине, Мирний, Прасолове, Свидня, Новоселівка, х. Миколаєнків.
В передреформний період більшість земель на території сучасного Буйволова належали поміщикам: Стожку, Нечиглоду та Пікусу. Оброблялись ці землі селянами, які жили невеликими поселеннями на території сучасного села, а поміщики жили в м. Кролевці. Адміністративної установи на території Буйвалово не було, всі хутори відносилися до м. Кролевця.
У 1919 в с. Буйвалове була організована початкова школа, що у 1935 р. стала семирічною.
В 1930 р. створена Буйвалівська сільська рада та колгосп «Перше Травня».
Голодомор 32-33 р.р. не проминув села та забрав життя 60 чол.
В 1930 р. відкрився медпункт.
Під час Німецько-радянської війни більшість чоловіків було мобілізовано на фронт, всі сільськогосподарські роботи виконувалися жінками. З 03.09.1941 до 03.09.1943 Буйвалове було окуповане німецькою армією. Не повернулися з фронту 115 чол. Рідні й односельчани вшанували пам'ять загиблий, побудувавши у 1969 р. пам'ятник.
В 1950 р. всі колективні господарства на території села та окраїнах Кролевця об'єднуються в колгосп ім. Орджонікідзе.
В 1952 р. було побудовано сільськийклуб та бібліотеку.
В 1963 р. збудоване нове приміщення школи та введене в експлуатацію з 10 листопада.
До середини 60-х років діяла заборона на видачу паспортів чи довідок. Більшість молоді після закінчення семирічки залишалася працювати в колгоспі, хоча заробітна плата була дуже низькою і в трудоднях, які бідно оплачувалися.
В 70-х роках електромережа села була приєднана до державної мережі, до цього часу працювала власна невелика теплова електростанція.
10.06.1974 р. колгосп ім. Орджонікідзе (с. Буйвалове) було об'єднано з колгоспом ім. Мічуріна (с. Червоний Ранок), утворивши колгосп ім. Ворошилова. А в 1975 р. колгосп ім. Ворошилова та радгосп «Кролевецький» об'єднуються у радгосп «Кролевецький», що в 1995 р. переорганізовується у колгосп, а згодом став ТОВ «Буйвалівське».

## Сьогодення
У 2007 році с. Буйвалове було газифіковане. В приміщенні школи діє музей історії села.
12 червня 2020 року, відповідно до розпорядження Кабінету Міністрів України № 723-р «Про визначення адміністративних центрів та затвердження територій територіальних громад Сумської області», село увійшло до складу Кролевецької міської громади.
19 липня 2020 року, в результаті адміністративно-територіальної реформи та ліквідації Кролевецького району, увійшло до складу новоутвореного Конотопського району.

## Культура
В селі жива традиція виготовлення тканих рушників.
Зелений борщ зі щавлем і білим буряком є гастрономічним брендом села і є надзвичайно унікальним.

## Видатні особи
Адибеков Микола Георгійович  (31 липня 1978 — 16 вересня 2022, с. Правдине Херсонського району Херсонської області) — український військовик, учасник російсько-української війни.